# São João do Paraíso, Maranhão
São João do Paraíso este un oraș în unitatea federativă Maranhão (MA), Brazilia.